# 鏡浦村
鏡浦村（かがみうらむら）は三重県志摩郡にあった村。現在の鳥羽市浦村町・石鏡町にあたる。

## 地理
- 海洋：太平洋、生浦湾

## 歴史
- 1889年（明治22年）4月1日 - 町村制の施行により、浦村・石鏡村の区域をもって答志郡鏡浦村が発足。
- 1896年（明治29年）4月1日 - 郡の統合により所属郡が志摩郡に変更[1]。
- 1954年（昭和29年）11月1日 - 鳥羽町・加茂村・長岡村・桃取村・答志村・菅島村・神島村と合併して鳥羽市が発足。同日鏡浦村廃止。

## 地域
学校
- 鏡浦村立鏡浦中学校
- 鏡浦村立浦小学校
- 鏡浦村立本浦小学校
- 鏡浦村立石鏡小学校

## 出身者
- 鳥羽一郎 - 演歌歌手。